# フェリックス・チスラン
フランソワ・フェリックス・チスラン（François Félix Tisserand 、1845年1月13日 - 1896年10月20日）は、フランスの天文学者。

## 生涯
フランス東部コート＝ドール県のニュイ＝サン＝ジョルジュに生まれた。1863年、高等師範学校に入学。1866年9月、ユルバン・ルヴェリエによりパリ天文台の助手に採用された。1868年シャルル＝ウジェーヌ・ドロネーの手法を用いた天体力学の分野の研究で博士号を得た。その少し後､1868年8月18日に起こる日食の観測のため、マレー半島のマラッカでの観測隊に加わった。
1873年にはトゥールーズ天文台の台長に任命され、1874には科学アカデミー准会員になった。1874年には金星の日面通過の観測隊としてピエール・ジャンサンとともに来日し、長崎で観測を行った。観測地となった長崎市の金比羅山には記念碑が建立され、長崎県指定の文化財（史跡）となっている。1878年にルヴェリエの後をついで科学アカデミーの会員となり、フランス経度局の委員になった。また同年、パリ大学教授に就任した。1882年12月6日の金星の日面通過の際には、ギヨーム・ビゴルダンとともに西インド諸島のマルティニークに赴き、フォール＝ド＝フランスの近くで観測した。1883年にはソルボンヌ大学教授となった。1892年にアメデ・ムーシェの後を継いでパリ天文台長に就任、1896年に脳溢血で急死するまでその任にあった。

## 業績
チスランの業績は天体力学の多くの分野にわたる。1889年に発表した「チスランの判定式」は、木星などの大惑星の摂動をうけて軌道が変化した彗星などの同定に用いられる。また、類似の軌道を持つ小惑星などを識別するためのティスラン・パラメータ (Tisserand's parameter) に名前を遺している。パリ天文台長に就いてからは、国際写真星図委員会の委員長を務め、計画を大いに推進させた。また彼の指揮の下でラランドの星表の改訂がほぼ完了した。
著書に、1889年から1896年にかけて著した『天体力学概論 (Traite de mecanique celeste) 』全4巻がある。また、「天文学報告集 (Bulletin astronomique)」の編集主幹を、1884年の創刊以来1896年に他界するまで務め、数多くの記事を寄稿した。

## 栄誉
- 月のクレーターチスランは、フェリックス・チスランにちなんで命名された[6]。
- 小惑星チスラン（ (3663) Tisserand）は、フェリックス・チスランにちなんで命名された[7]。